# Nicolas Giraud
Pour les articles homonymes, voir Giraud.
Nicolas Giraud est un acteur et réalisateur français, né le 12 novembre 1978 à Saintes (Charente-Maritime).

## Biographie
Nicolas Giraud est né le 12 novembre 1978 à Saintes en Charente-Maritime.
Nicolas Giraud débute au cinéma devant la caméra de Bruno Podalydès dans Liberté-Oléron. Sa rencontre avec David Oelhoffen pour les besoins du court métrage Sous le bleu est décisive. La performance du jeune comédien est alors récompensée dans plusieurs Festivals. Leur collaboration se poursuit avec Nos retrouvailles qui sera sélectionné au Festival de Cannes et pour lequel il reçoit le Prix d’Interprétation Masculine du Festival de la Réunion. Dans Comme une étoile dans la nuit de René Féret, il bouleverse critique et public en jeune homme atteint de la maladie de Hodgkin. On le retrouve dans le film de Jean-Xavier de Lestrade Sur ta joue ennemie et la superproduction Taken de Pierre Morel. Après Vertige et Je ne dis pas non, il est convié par Luc Besson à vivre Les aventures extraordinaires d’Adèle Blanc-Sec, d’après la bande-dessinée de Jacques Tardi.
Il retrouve René Féret pour Nannerl, la sœur de Mozart et rejoint Catherine Frot au casting de Coup d’éclat de José Alcala. Il retrouve Jacques Gamblin et Denis Podalydès dans Le Premier Homme de Gianni Amélio, accompagne Karine Silla dans son premier film Un baiser papillon et part Voir la mer pour Patrice Leconte. Il participe ensuite aux Tribulations d’une caissière filmées par Pierre Rambaldi et visite Les Jardins du Palais Royal en compagnie de Luca Guadagnino. Il joue également dans la fresque Ce que le jour doit à la nuit d’Alexandre Arcady et surprend dans le film d’horreur Aux yeux des vivants. Après Géographie d’un cœur malchanceux, il incarne le rôle-titre de Anton Tchekhov – 1890 de René Féret et connaît les affres de la Grande Guerre dans Les Gardiennes de Xavier Beauvois.
Artiste talentueux et polyvalent, Nicolas Giraud travaille comme auteur et réalisateur. Son court métrage Faiblesses est salué à la Semaine Internationale de la Critique du Festival de Cannes 2009. Il passe avec succès au long métrage grâce à Du soleil dans mes yeux, adapté du roman L’impureté d’Irène de Philippe Mezescaze.
Sur le petit écran, il participe aux téléfilms La Petite Fadette de Michaëla Watteaux, Candidat libre de Jean Baptiste Hubert, et devient braqueur altruiste dans Robin des pauvres de Frédéric Tellier. On le remarque aussi dans Le Général du roi de Nina Companeez.
Sur scène, il s’invite dans Le Squat de Jean-Marie Chevret au Théâtre Édouard VII avant d’être dirigé par Ladislas Chollat dans Je ne serai pas au rendez-vous de Patricia Haute Pottier aux Théâtre des Mathurins.
En 2020, il se lance à l’assaut de son second long métrage L’astronaute.

## Filmographie
Sauf indication contraire, les informations mentionnées dans cette section peuvent être confirmées par les bases de données cinématographiques IMDb et Allociné,  présentes dans la section « Liens externes ».

### Acteur

#### Cinéma
- 2001 : Liberté-Oléron de Bruno Podalydès
- 2004 : En quête de Maria Audras
- 2004 : Sous le bleu de David Oelhoffen (court métrage)
- 2006 : Les Fragments d'Antonin de Gabriel Le Bomin
- 2007 : Nos retrouvailles de David Oelhoffen
- 2008 : Comme une étoile dans la nuit de René Féret
- 2008 : Partir de Frédéric Pelle
- 2008 : Second Souffle de Varante Soudjian (court métrage)
- 2008 : Sur ta joue ennemie de Jean-Xavier de Lestrade
- 2008 : Taken de Pierre Morel : Peter
- 2009 : Vertige d'Abel Ferry
- 2009 : Faiblesses de lui-même (court métrage)
- 2009 : Je ne dis pas non d'Iliana Lolic
- 2010 : Bruc, la légende (Bruc, el desafío) de Daniel Benmayor (ca)
- 2010 : Les Aventures extraordinaires d'Adèle Blanc-Sec de Luc Besson
- 2010 : Les Grands-Mères de Frédéric Malégue
- 2010 : Nannerl, la sœur de Mozart de René Féret
- 2011 : Coup d'éclat de José Alcala
- 2011 : Le Premier Homme de Gianni Amelio
- 2011 : Un baiser papillon de Karine Silla
- 2011 : Voir la mer de Patrice Leconte
- 2011 : Les Tribulations d'une caissière de Pierre Rambaldi
- 2011 : Les Jardins du Palais Royal de Luca Guadagnino
- 2012 : Ce que le jour doit à la nuit d'Alexandre Arcady
- 2013 : Poussières de Daniel Metge (court métrage)
- 2013 : La Cravate et le Mur d'Aki Yamamoto (court métrage)
- 2014 : Aux yeux des vivants de Julien Maury et Alexandre Bustillo
- 2014 : Loin des hommes de David Oelhoffen
- 2014 : Géographie du cœur malchanceux (Geography of the Heart), de David Allain et Alexandra Billington : Louis (segment Paris)
- 2015 : Anton Tchekhov - 1890 de René Féret : Anton Tchekhov
- 2017 : Les Gardiennes de Xavier Beauvois : Constant Sandrail
- 2018 : Du soleil dans mes yeux de lui-même
- 2018 : Frères ennemis de David Oelhoffen
- 2022 : L'Astronaute de lui-même

#### Télévision
- 2002 : Père et Maire de Marc Rivière
- 2004 : Alex Santana de Gilles Béhat
- 2004 : La Petite Fadette de Michaëla Watteaux
- 2004 : Le Grand Patron de Dominique Ladoge
- 2005 : Femmes de loi de Denis Malleval (13 épisodes)
- 2007 : Avocats et Associés de Patrice Martineau
- 2007 : Candidat libre de Jean-Baptiste Huber
- 2008 : Mariage arrangé de Rachida Krim
- 2010 : Les Mensonges de Fabrice Cazeneuve
- 2011 : Les Robins des pauvres de Frédéric Tellier
- 2013 : Le Général du roi de Nina Companeez
- 2016 : Falco (saison 4, épisode 7) : Faux-semblants
- 2021 : Disparition inquiétante (série), épisode Une affaire personnelle, d'Arnauld Mercadier
- 2021 : Un homme d'honneur, de Julius Berg

### Réalisateur et scénariste
- 2009 : Faiblesses (court métrage)
- 2018 : Du soleil dans mes yeux
- 2022 : L'Astronaute

### Théâtre
Sauf indication contraire ou complémentaire, les informations mentionnées dans cette section peuvent être confirmées par la base de données Les Archives du spectacle.
- 2001 : Le Squat de Jean-Marie Chevret
- 2012 : Je ne serai pas au rendez-vous de Patricia Haute Pottier mise-en-scène Ladislas Chollat

## Distinctions

### Récompenses
- Festival de Lille 2004 : prix d'interprétation masculine pour Sous le bleu, court métrage de David Oelhoffen
- Festival de La Réunion 2008 : prix d'interprétation masculine pour Nos retrouvailles de David Oelhoffen

### Nominations
- César 2008 : présélection « Révélation » pour le César du meilleur espoir masculin pour Nos retrouvailles de David Oelhoffen
- César 2008 : présélection « Révélation » pour le César du meilleur espoir masculin pour Comme une étoile dans la nuit de René Féret